# Murdannia keisak
Murdannia keisak là một loài thực vật có hoa trong họ Commelinaceae. Loài này được (Hassk.) Hand.-Mazz. mô tả khoa học đầu tiên năm 1936.